# کریستین فرر
کریستین فرر (انگلیسی: Kristyan Ferrer؛ زادهٔ ۱ ژانویه ۱۹۹۵) هنرپیشه اهل کشور مکزیک است که از سال ۲۰۰۱ تا کنون در نقش‌های متفاوتی ظاهر شده‌است. از مهم‌ترین فیلم‌هایی که وی تاکنون در آن‌ها ظاهر شده، می‌توان به فیلم «Sin Nombre» محصول سال ۲۰۰۹ اشاره نمود.